# برکنشو، یورک‌شر غربی
برکنشو (به انگلیسی: Birkenshaw) یک روستا در بریتانیا است که در کیرکلیس واقع شده‌است.